# HD 150136
HD 150136 är en multipelstjärna belägen i den norra delen av stjärnbilden Altaret. Den har en kombinerad skenbar magnitud av ca 5,54 och är svagt synlig för blotta ögat där ljusföroreningar ej förekommer. Baserat på parallaxmätning inom Hipparcosuppdraget på ca 3,1 mas, beräknas den befinna sig på ett avstånd på ca 4 300 ljusår (ca 1 320 parsek) från solen. Den rör sig närmare solen med en heliocentrisk radialhastighet på ca -27 km/s och är den ljusaste medlemmen i den svaga öppna stjärnhopen NGC 6193, en del av Ara OB1-föreningen.

## Stjärnsystem
HD 150136 listas i Washington Double Star Catalog som sju visuella stjärnor inom 30 bågsekunder. Primärstjärnan i HD 150136 är en snäv trippelstjärna som innehåller tre stora stjärnor i spektralklass O. Den ljusaste följeslagaren katalogiseras individuellt som HD 150135 och är komponent C i multipelsystemet, separerad med endast 10 bågsekunder. Den är en annan spektroskopisk dubbelstjärna av O-klass och ingår även den i NGC 6193. De andra stjärnorna är alla 10:e till 12:e magnitud, liknande många andra stjärnor i NGC 6193.
Primärstjärnan består av en dubbelsidig spektroskopisk dubbelstjärna med en mer avlägsen tertiär följeslagare. Den tredje stjärnan kretsar runt de andra två med en omloppsperiod av 8,2 år, en excentricitet på 0,73 och en banlutning på 108°. De nära dubbelstjärnorna separeras med knappt mer än sina egna diametrar och har omloppsperiod på mindre än 3 dygn, medan den tredje är tillräckligt separerad för att ha upplösts visuellt av VLTI. Den uppmätta separationen 2012 var 9 mas, motsvarande 11-12 AE.

## Egenskaper
Primärstjärnan HD 150136 A är en blå till vit underjättestjärna i huvudserien av spektralklass O3 V(f*) - O3.5 V((f+)). Den har en massa som är ca 63 solmassor, en radie som är ca 12 solradier och har ca 724 000 gånger solens utstrålning av energi från dess fotosfär vid en genomsnittlig effektiv temperatur av ca 46 500 K.
Alla tre (fyra, inklusive HD 150135) av de ljusaste stjärnorna är massiva lysande huvudseriestjärnor av spektralklass O, 33-63 gånger så massiva som solen. De är ca 10 gånger så stora som solen, men 6-8 gånger varmare och var och en är över 100 000 gånger så lysande. Primärstjärnan är den närmaste O3-stjärnan till jorden, visuellt 18 000 gånger så ljus som solen, men på grund av dess höga temperatur är den ca 750 000 gånger mer lysande med alla våglängder inkluderade.